# Nyálkő
A nyálkő kőképződés, apró, kemény lerakódás, amely a nyálmirigyekben vagy azok kivezető csatornáiban alakul ki, leginkább kalcium-foszfát és más ásványi anyagok felhalmozódása miatt. Ezek a kövek gátolhatják a nyál szabad áramlását a szájüreg felé, ami fájdalommal és duzzanattal járhat.

## Leírása
A nyálkő kialakulása leggyakrabban a nyál áramlásának akadályozottságával hozható összefüggésbe, hiszen a lassuló vagy elzáródó nyálfolyás kedvez a különféle ásványi anyagok lerakódásának.
Ennek hátterében több tényező is állhat: például a nem elegendő folyadékfogyasztás, bizonyos gyógyszerek mellékhatásai, vagy a nyálmirigyek gyulladásos megbetegedései, amelyek mind fokozhatják a nyálkő kialakulásának kockázatát.
Amikor egy nyálkő elzárja a nyálmirigy kivezető csövét, a nyál nem tud szabadon távozni, így felgyülemlik a mirigyben. Ez a pangás kellemetlen, nyomó fájdalmat és duzzanatot okoz, amely jellemzően étkezés közben vagy közvetlenül utána fokozódik, hiszen ilyenkor a nyáltermelés is megélénkül.
Ha a nyál hosszabb ideig nem tud elfolyni, a pangás könnyen gyulladáshoz vezethet, amely súlyosabb esetben akár bakteriális fertőzéssel is társulhat. Ebből alakulhat ki a nyálmirigy tályogja, ami komoly fájdalommal, gennyes gyulladással és általános rossz közérzettel járhat. Ilyen esetekben már mindenképp szakorvosi kezelésre van szükség, mivel a fertőzés továbbterjedhet a környező szövetekre is, súlyos szövődményeket okozva.
A nyálkövek többsége a nyálmirigyek kivezető csöveiben jelentkezik.
Főleg felnőtt korban fordulnak elő, férfiakban kétszer gyakoribb.

## Tünetei
A nyálkő hosszú ideig tünetmentes maradhat, ám ha elzárja a nyálcsatornát, kellemetlen panaszokat okoz. A leggyakoribb tünetek közé tartozik az alsó állkapocs, az arc vagy a torok környékén jelentkező fájdalom és feszülés, amely étkezés közben, illetve után fokozódik. A nyáltermelést serkentő ingerek, például az étel illata is hirtelen fájdalmat válthatnak ki.
Jellemző tünetek:
   Fájdalom és duzzanat: Tompa, feszítő fájdalom a nyelv alatt, amely kisugározhat az állkapocs, arc és nyak területére is.
   Szájszárazság: A nyál elakadása miatt fokozódó szájszárazság.
   Nyelési nehézség: Előrehaladott esetben fájdalmas nyelés, a száj kinyitása is nehezített lehet.
   Láz, rossz szájíz: Fertőzés esetén láz és kellemetlen ízérzet is megjelenhet.

## Kezelése
Kisebb nyálkövek esetén néhány otthoni praktika is segíthet a tünetek enyhítésében vagy a kő eltávolításában. Fontos azonban, hogy ezek csak enyhébb esetekben lehetnek hatásosak:
Citromos víz, savanyú cukorkák fokozhatják a nyáltermelést, ami segítheti a kő kimosódását.
A langyos-meleg víz tágítja a nyálcsatornákat, megkönnyítve a kisebb kövek távozását.
Körkörös, lefelé irányuló masszázs a nyálmirigy területén (pl. az áll alatt) segíthet megmozdítani a követ.
Sok víz fogyasztása javítja a nyáltermelést és csökkenti a szájszárazságot.
Jégkocka szopogatása csökkentheti a duzzanatot és enyhítheti a fájdalmat, de érzékeny fogak esetén nem ajánlott.
Vény nélkül kapható gyulladáscsökkentők (ibuprofen, aszpirin) átmenetileg csökkenthetik a fájdalmat és gyulladást. Hosszú távú használatuk viszont nem javasolt.
Kisebb kövek esetén ezek a módszerek sikeresek lehetnek. Eredménytelenség estén a sebészi beavatkozás jelentheti a végső megoldást.
A nyálkő eltávolításának módját a kő mérete, elhelyezkedése és a tünetek súlyossága határozza meg. A pontos diagnózist ultrahang vagy röntgenvizsgálat segíti. Mivel a kövek idővel növekedhetnek és újabbak is kialakulhatnak, fontos a mielőbbi kezelés a szövődmények elkerülése érdekében.
Nem sebészeti módszerek:
- Kisebb kövek esetén az orvos speciális masszázzsal próbálja meg eltávolítani a követ.
- Gyulladás és fertőzés esetén antibiotikum és fájdalomcsillapító alkalmazható a panaszok enyhítésére.

Sebészeti beavatkozások:
- Sialendoszkópia: Minimálisan invazív eljárás, amely során apró kamerával és eszközökkel távolítják el a követ helyi érzéstelenítésben.
- Hagyományos sebészet: Nagyobb vagy nehezen elérhető kövek esetén nyitott műtét szükséges.
- Mirigyeltávolítás: Visszatérő vagy súlyos esetekben a teljes nyálmirigy eltávolítása is indokolt lehet.